# 极地雪藻
极地雪藻（學名：Chlamydomonas nivalis）为衣藻属下的一个單細胞紅色綠藻門物種，具光合作用 能力，常見於世界各地如極地或高山山脈的雪原。這些綠藻是西瓜雪形成的其中一個原因，令雪原上呈現一片片或紅或粉紅的色彩。儘管早在亚里士多德時他已對由極地雪藻引起的紅雪現象描述，但其實生物學家對這種生物的研究才不過一百多年。 
極地雪藻跟另一個同屬衣藻屬的物種Chlamydomonas reinhardtii有着密切的關係，但兩者的棲息地卻有很大差異：極地雪藻只見於山上、雪原及極地，常處於極端環境，例如有限營養素、低溫及強烈日照；相反作為一種中温生物的C. reinhardtii，這種植物欠缺極地雪藻為適應環境而發展出來的特殊機制，例如：使之能耐寒的機制，以及能夠在岩石表面、泥土裡、溶雪裡及雪地上均能生長。 其次，植物的類胡蘿蔔素形成了一層厚厚的細胞壁，保護了細胞壁內包含的囊腫免受強光、乾旱及輻射的破壞。

## 類似物種
除了極地雪藻，尚有其他分類的冰藻，會產生與本物種近似的自然現象：
- Rhaphidonema nivale：會令雪呈綠色；
- Ancylonema nordenskioeldii：車軸藻綱物種，會令雪呈棕色或紅色。

## 圖庫

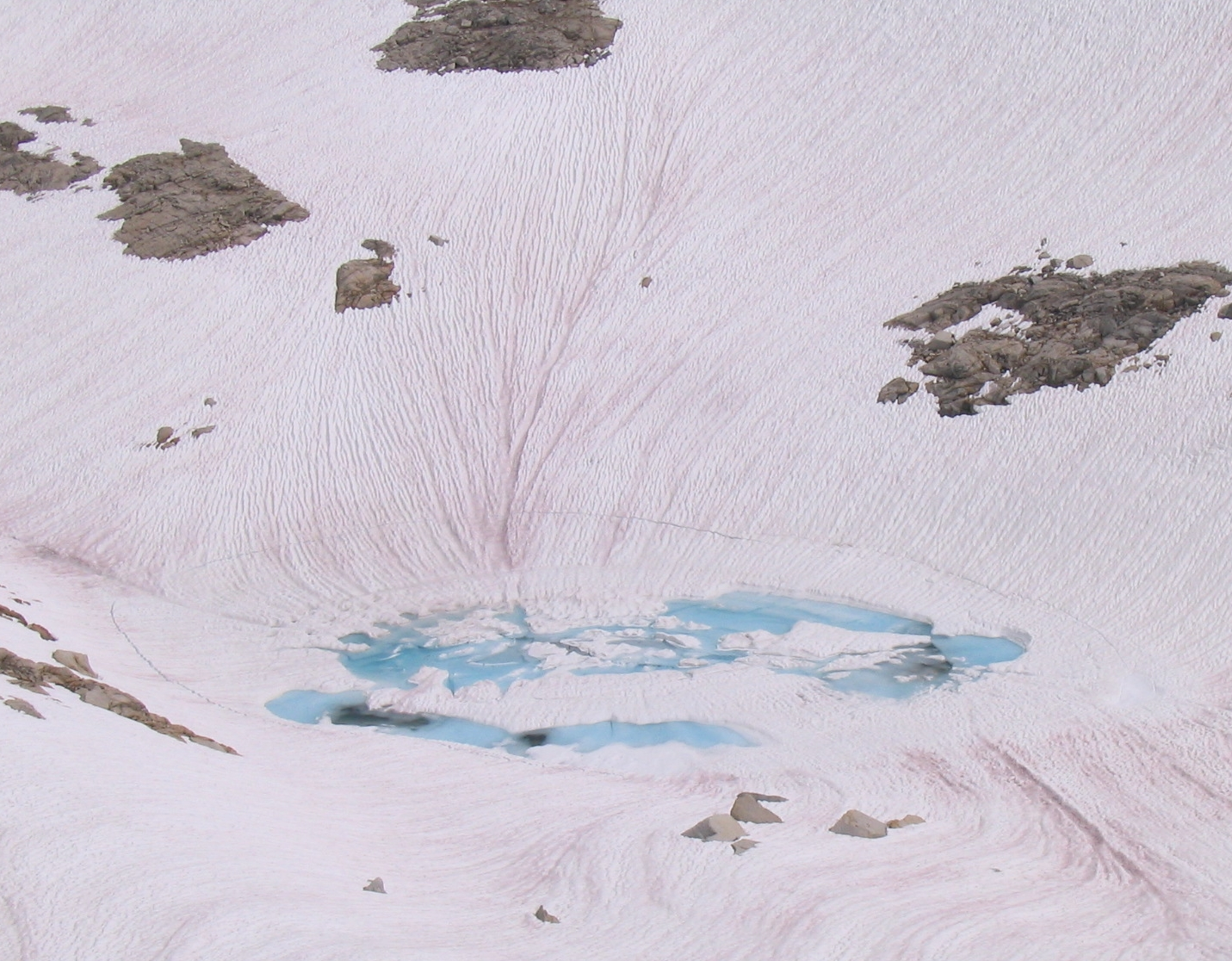
Полосы «арбузного снега»
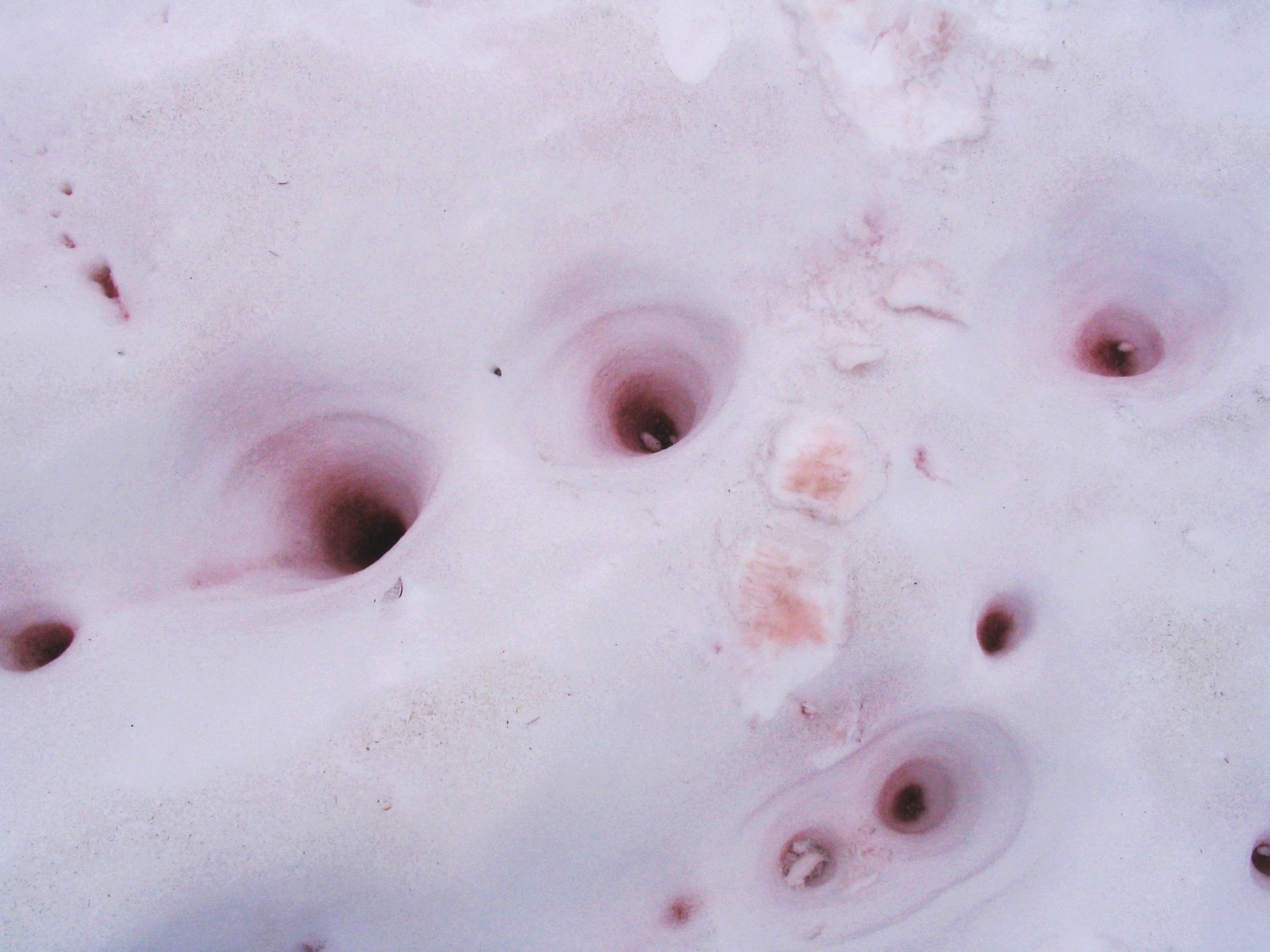
Ямы «арбузного снега»
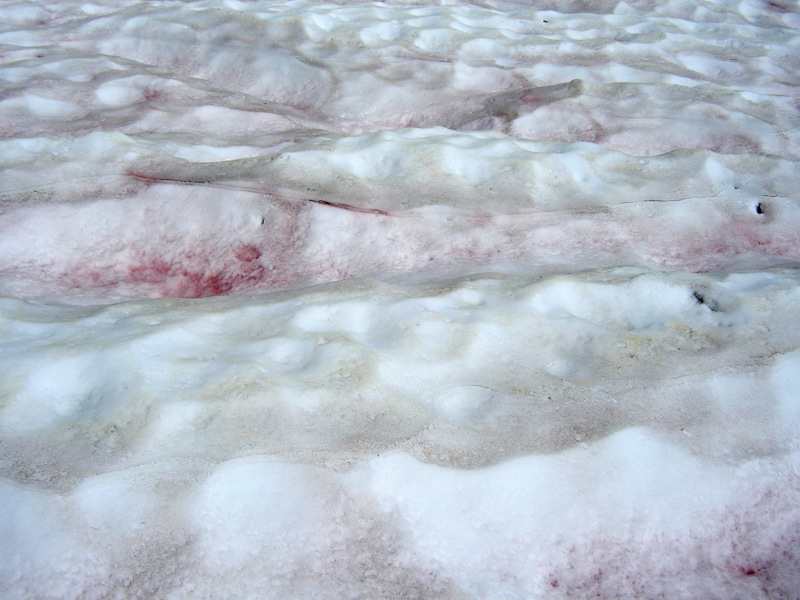